# Ernest Tomec
Ernest Tomec, slovenski politik in organizator, * 25. december 1885, Fara (Bloke), † 26. april 1942, Ljubljana.
Na Dunaju je študiral klasične jezike in postal 1913 absolvent; tu se je tudi vključil v katoliško študentsko društvo Danica. Od 1920 je v Ljubljani poučeval jezike na klasični gimnaziji. V nekaj letih je postal ena od osrednjih osebnosti slovenskega katoliškega gibanja, predvsem ideolog mladinskega gibanja. V dvajsetih letih je imel velike zasluge pri prenovi Orla. Bil je zelo sposoben organizator, kulturni in vzgojni delavec, pobudnik sistematične socialne vzgoje in tesen sodelavec škofa Rožmana. Po razpustu Orla (1929) in prisilni upokojitvi je kot dober poznavalec organizacijske teorije sodeloval pri razvoju Katoliške akcije, še zlasti se je posvetil dijaški (Mladci Kristusa kralja). Na evharističnem kongresu 1935 je bil glavni pobudnik in organizator stanovskih zborovanj, referatov in slovesnih zaobljub. Novembra 1936 je bil reaktiviran kot profesor na klasični gimnaziji. Sodeloval je tudi pri snovanju zbirke Naša pot v okviru Knjižnice Katoliške akcije za mladino (1933–1942). Bil je privrženec katoliške desnice ter vztrajno nastopal proti marksizmu in komunizmu.